# Les Truands (film, 1956)
Pour les articles homonymes, voir Les Truands.
Pour plus de détails, voir Fiche technique et Distribution.
Les Truands est un film français réalisé par Carlo Rim et sorti en 1956

## Résumé
Du Second Empire à 1956. Au village, on célèbre les 103 ans d'Amédée Benoit, ancien truand ayant débuté comme pickpocket sous le Second Empire. Sa famille n'attend qu'une chose : que le vieux "passe" pour hériter. Victime de deux syncopes, l'arrivée de son petit-fils Alexandre, puis des délégués provinciaux des truands de Marseille (Jim Esposito) et de Bordeaux (Cahuzac), le ressuscite chaque fois. Chacun raconte ses exploits. Resté seul avec Esposito, Amédée sympathise avec lui et lui offre sa première montre volée, la plus précieuse.   

## Fiche technique
- Titre : Les Truands
- Réalisation : Carlo Rim
- Scénario, adaptation et dialogues : Carlo Rim
- Images : Maurice Barry
- Cadreur : Jean Lalier
- Musique : Georges Van Parys
- Décors : Serge Pimenoff
- Montage : Monique Kirsanoff
- Son : Jacques Lebreton
- Script-girl : Odette Lemarchand
- Assistant réalisateur : Claude Sautet
- Photographe de plateau : Marcel Dolé
- Production : Henry Deutschmeister, Alain Poiré
- Société de production : Gaumont , Franco-London-Films
- Directeur de production : Robert Sussfeld
- Régisseur : Irénée Leriche
- Distribution : Gaumont
- Tournage du 10 janvier à fin février 1956
- Durée : 106 minutes
- Pellicule 35 mm, noir et blanc
- Première présentation le 27/04/1956

## Distribution
- Eddie Constantine : Jim Esposito, le truand de Marseille
- Noël-Noël : Cahuzac, le truand de Bordeaux
- Jean Richard : Alexandre Benoit, le petit-fils d'Amédée
- Yves Robert : Amédée Benoit et son père
- Sylvie : Clarisse Benoit, la femme d'Amédée
- Lucien Baroux : Le curé
- Mireille Granelli : Clarisse à 18 ans
- Denise Provence : La Païva
- Line Noro : Chiffon Benoit
- Junie Astor : Mlle Ginette Puc, la couturière
- Héléna Manson : Nana Benoit
- Robert Dalban : Pépito Benoit
- Gaston Modot : Justin Benoit, le fils ainé d'Amédée
- Cora Vaucaire : La chanteuse des rues
- Claude Borelli : Une femme de Jim
- Antonin Berval : Le troisième fils Benoit
- Martine Alexis : Une autre femme de Jim
- Irène Tunc : Une autre femme de Jim
- Ariane Lancell : La fille du saloon
- Béatrice Arnac : Mme Léonce
- Guy Tréjan : Bobby, l'amant de la fille de Cahuzac
- Albert Rémy : L'agent de police tombé du ciel
- Nadine Tallier : Une autre femme de Jim
- Claude Godard : Une autre femme de Jim
- Françoise Delbart : La mère des jumeaux
- André Bervil : Ange Bonacci, le gardien de prison
- Daniel Sorano : Le barman
- Robert Vattier : Le duc de Morny
- André Dalibert : Un gendarme
- Michel Nastorg : Le maire
- Léon Larive : Le photographe
- Pascal Alexandre : Jim enfant
- Christian Denhez : Amédée enfant
- Palmyre Levasseur : Une auditrice de l'armée du salut
- Maryse Paillet :
- Yette Lucas :
- René Hell : Un voleur à la tire
- Robert Mercier ou Jimmy Perrys : Un gendarme
- Édouard Francomme : Un voleur à la tire
- Georges Demas : Un conducteur
- Henri Guégan : Un Pampolais
- Annick Bertrand :
- Carine Jansen :
- Jean d'Yd : Le grand-père
- Nelly Vignon : Madeleine Cahuzac
- Pierre Tornade : Le ministre
- Grégoire Gromoff : Un homme au bal
- Bernard Musson : Un curé dans l'embouteillage
- René Berthier :
- Jean Michaud :
- Jacques Mancier : Le commissaire
- Henri Cogan : Un cow-boy au saloon
- Yolande Schneider :
- Nicole Périer :